# Бучанська районна державна адміністрація
Бучанська районна державна адміністрація (Бучанська РДА) — орган виконавчої влади в Бучанському районі Київської області України.

## Історія
17 липня 2020 року Постановою Верховної Ради України № 807-IX був утворений Бучанський район Київської області у складі територій Білогородської сільської, Бородянської селищної, Борщагівської сільської, Бучанської міської, Вишневої міської, Гостомельської селищної, Дмитрівської сільської, Ірпінської міської, Коцюбинської селищної, Макарівської селищної, Немішаївської селищної, Пісківської селищної територіальних громад, з одночасною ліквідацією Бородянського, Києво-Святошинського та Макарівського районів.
16 грудня 2020 року Розпорядженням Кабінету Міністрів України № 1635-р «Про реорганізацію та утворення районних державних адміністрацій», офіційно була утворена Бучанська районна державна адміністрація, шляхом приєднання до неї ліквідованих Бородянської, Києво-Святошинської та Макарівської райдержадміністрацій.
У зв'язку з широкомасштабним вторгненням Росії 24 лютого 2022 у відповідності з Указом набула статусу військової адміністрації.

## Структурні підрозділи
- Апарат РДА
- Відділ комунікацій та взаємодії з органами місцевого самоврядування
- Відділ з питань цивільного захисту населення
- Відділ з питань оборонної роботи
- Відділ з питань державної реєстрації
- Сектор архівного збереження
- Сектор цифрового розвитку та цифрових трансформацій
- Відділ містобудування та архітектури
- Відділ гуманітарного розвитку (Сектор освіти, культури, молоді, спорту та туризму)
- Відділ економічного та агропромислового розвитку
- Відділ житлово-комунального господарства, інфраструктури та екології
- Служба у справах дітей та сім'ї
- Архівний відділ

## Очільники
- Голова РДА Полозун Ігор Юрійович (з 25.12.2024)[4]

## В період війни
Під час широкомасштабного вторгненням Росії 24 лютого 2022, РДА діяла на підконтрольній органам влади України території, оскільки значна частина району була окупована агресором, який здійснив злочинний антилюдський геноцид населення та спричинив суттєву гуманітарну катастрофу,.